# Polyrhachis constructor
Polyrhachis constructor är en myrart som beskrevs av Smith 1857. Polyrhachis constructor ingår i släktet Polyrhachis och familjen myror. Inga underarter finns listade i Catalogue of Life.